# Championnat de France Formula Renault 2.0 2006
Championnat de France Formula Renault 2.0 2006 var den 36:e säsongen av det franska Formel Renault-mästerskapet, Championnat de France Formula Renault 2.0. Säsongen kördes över tretton race, med Laurent Groppi som mästare.

## Tävlingskalender
| Bana                          | Segrare race 1    | Segrare race 2    |
| ----------------------------- | ----------------- | ----------------- |
| Circuit Paul Armagnac         | Johan Charplienne | Laurent Groppi    |
| Dijon-Prenois                 | Jean-Karl Vernay  | Julien Jousse     |
| Circuit de Pau-Ville          | Laurent Groppi    | Laurent Groppi    |
| Circuit du Val de Vienne      | Laurent Groppi    | Laurent Groppi    |
| Circuit d'Albi                | Laurent Groppi    | Nelson Panciatici |
| Circuit Bugatti du Mans       | Tom Dillmann      | kördes ej         |
| Circuit de Nevers Magny-Cours | Tom Dillmann      | Jean-Karl Vernay  |

## Slutställning
| Pl. | Förare            | Poäng |
| --- | ----------------- | ----- |
| 1   | Laurent Groppi    | 140   |
| 2   | Jean-Karl Vernay  | 108   |
| 3   | Julien Jousse     | 89    |
| 4   | Johan Charplienne | 78    |
| 5   | Nelson Panciatici | 71    |
| 6   | Julien Canal      | 61    |